# Amt Lauterbach
Das Amt Lauterbach war aufeinanderfolgend ein Amt der Herrschaft Riedesel und im Großherzogtum Hessen.

## Funktion
In der Frühen Neuzeit waren Ämter eine Ebene zwischen den Gemeinden und der Landesherrschaft. Die Funktionen von Verwaltung und Rechtsprechung waren hier nicht getrennt. Dem Amt stand ein Amtmann vor, der von der Landesherrschaft eingesetzt wurde. 

## Geschichte
Im Amt Lauterbach galten die Riedesel’schen Verordnungen als Partikularrecht. Regelten die Verordnungen einen Sachverhalt nicht, galt subsidiär Gemeines Recht. Die Riedesel’schen Verordnungen behielten ihre Geltung auch während der Zugehörigkeit zum Großherzogtum Hessen im 19. Jahrhundert, bis sie zum 1. Januar 1900 von dem einheitlich im ganzen Deutschen Reich geltenden Bürgerlichen Gesetzbuch abgelöst wurden, auch wenn sie am Ende des 19. Jahrhunderts in der Praxis nur noch sehr beschränkt angewendet wurden.
Die Herrschaft Riedesel wurde im Zuge der Gründung des Rheinbundes 1806 überwiegend vom Großherzogtum Hessen annektiert. Das Amt Lauterbach hatte auch in dem neuen Staat Bestand. Das Großherzogtum gliederte das Amt Lauterbach seiner Provinz Oberhessen ein. Dabei blieben die angestammten Herrschaftsrechte der Herren von Riedesel in dem Amt gewahrt. Ihre Rechte als Patrimonialgerichtsherren behielten sie weiter. Das Amt gehörte damit zu den sogenannten „Souveränitätslanden“ im Großherzogtum Hessen, da die Herren von Riedesel in ihrem angestammten Territorium weiter hoheitliche Rechte in Verwaltung und Rechtsprechung ausübten.
Ab 1820 kam es im Großherzogtum Hessen zu Verwaltungsreformen. Ab 1821 wurden auch auf unterer Ebene Rechtsprechung und Verwaltung getrennt und alle Ämter aufgelöst. Für die bisher durch die Ämter wahrgenommenen Verwaltungsaufgaben wurden Landratsbezirke geschaffen, für die erstinstanzliche Rechtsprechung Landgerichte. Im Bereich des Amtes Lauterbach wurden die Aufgaben, die das Amt Lauterbach bisher in der Verwaltung wahrgenommen hatte, auf den neu gebildeten Landratsbezirk Herbstein, die Aufgaben, die es in der Rechtsprechung wahrgenommen hatte, auf das Landgericht Lauterbach übertragen.

## Bestandteile
Zum Amt Lauterbach gehörten zum Zeitpunkt der Übernahme durch das Großherzogtum Hessen
- die Stadt Lauterbach[3] und
- das Dorf WerngesWernges, Vogelsbergkreis. Historisches Ortslexikon für Hessen. (Stand: 17. April 2018). In: Landesgeschichtliches Informationssystem Hessen (LAGIS).

Das Gebiet des Amtes Lauterbach lag komplett in der Gemarkung der heutigen Stadt Lauterbach.